# Spiegel Béla
Spiegel Béla (Budapest, 1874 – Budapest, 1938. szeptember 22.) magyar  vegyészmérnök, a bauxitbeton előállításhoz használt bauxitcement feltalálója, a  Magyar Általános Kőszénbánya Rt. igazgatója, a magyar cementgyártás korszerűsítője.

## Életpályája

### Pályájának kezdete
Tanulmányait a budapesti műegyetemen végezte 1895-ben. 1894-től 1897-ig ugyanott Wartha Vince tanársegéde volt. 1897-től 1911-ig magánmérnökként dolgozott. Az Állami Kőszénbánya Rt. megbízásából 1900-ban ő helyezte üzembe az első hazai brikettgyárat, 1903–1904-ben a felsőgallai mésztelepet, majd ugyanitt a nagy szilárdságú cementet előállító cementgyárat (1909-1911).

### Haifa
Az 1920-as évek elején mintegy hatvan magyarországi mérnök és építész vállalkozott arra, hogy részt vegyen a zsidó nemzeti otthon, Izrael felépítésében. Mocsarakat csapoltak le, utakat, öntözőműveket építettek, és  termővé tettek sivatagos területeket. Ezekhez a nagyarányú építkezésekhez igen sok cementre volt szükség - ennek érdekében 1922 és 1925 között Haifa közelében létrehozták a Neser cementgyárat, amelynek tervezője és első igazgatója Spiegel Béla volt. Mivel feleségének egészségi állapota nem tette lehetővé kiköltözését, Spiegel Magyarországról irányította a termelést, amelyben féltucat Magyarországról bevándorolt mérnök, továbbá számos magyarországi szakmunkás is részt vett.  is részt vett.

### A bauxitcement
Spiegel munkássága ezután Magyarországra koncentrálódott: 1927-ben szabadalmaztatta a bauxitbetonhoz nélkülözhetetlen kötőanyag, a bauxitcement előállításának új módját. Ezt követően 1928-ban üzembe helyezte az első hazai bauxitcementgyárat Felsőgallán (ma Tatabánya része). Találmánya lehetővé tette a beton gyorsabb megszilárdulását, ám az anyaggal később állékonysági (szilárdásági) problémák merültek fel, ezért alkalmazásával az 1940-es évek után felhagytak az építőiparban.

## Díjai, elismerései
- Wahrmann jutalom (MTA, 1933)